# María Kisliak
María Timofeevna Kisliak (en ruso: Мария Тимофеевна Кисляк; 6 de marzo de 1925 - 18 de junio de 1943) fue una partisana soviética y la líder de una célula clandestina del komsomol de Járkov. El 8 de mayo de 1965 se le otorgó póstumamente el título de Héroe de la Unión Soviética.

## Biografía
Kisliak nació el 6 de marzo de 1925 en una familia campesina ucraniana en el pueblo de Lednoe. Después de graduarse de siete grados en la escuela, estudió en una escuela de medicina en Járkov, donde se formó para ser asistente de paramédicos y parteras. Se graduó el día antes de la invasión alemana de la Unión Soviética.

### Actividades partisanas
Después de la primera vez que los alemanes invadieron su ciudad natal, Kisliak atendió a 43 soldados heridos del Ejército Rojo que se refugiaron en el bosque. Después de recoger comida, medicinas y suministros para ellos, los guio a través de las líneas del frente, ayudándolos a reunirse con el resto de su unidad. En febrero de 1943, el Ejército Rojo expulsó a las fuerzas alemanas de la ciudad, pero los alemanes retomaron el control después de lanzar un contraataque. Durante los combates, un soldado soviético herido del que había estado cuidando y se hacía llamar «Víktor de Vorónezh» le preguntó por qué la ciudad no tenía un fuerte movimiento partisano. Después de que Víktor se recuperase, Kisliak se puso en contacto con varios partisanos que se escondían en un bosque cercano y les preguntó si podía unirse a su causa. Reclutó a varios conocidos en el movimiento e incluso ayudó a matar a un oficial de las SS que había pateado a un anciano en la cara, dejándole ciego. Después de coquetear con el oficial de las SS, lo atrajo a un puente donde otro partisano esperaba su llegada con una palanca. Al día siguiente se convirtió en sospechosa de la desaparición del oficial; después de ser golpeada severamente y sometida a interrogatorios prolongados, ella insistió en que no sabía nada sobre su desaparición. Mientras se recuperaba de la tortura, compuso folletos contra las potencias del eje en su máquina de escribir.
Cuando recibió la noticia de que un agente de la Gestapo apodado «el Carnicero» llegaría a Járkov, ella y su unidad partisana pasaron dos días planeando su captura. Kisliak alquiló una habitación junto a la del agente en la granja en la que se alojaba. Después de cortejarlo durante unos días, lo atrajo a la orilla del río, donde sus compañeros partisanos estaban esperándole cerca. Después de dispararle a un pájaro con su arma, aparecieron los partisanos, se produjo una lucha, pero los partisanos lo superaban en número y lo capturaron. Los partisanos le exigieron los nombres de los colaboradores nazis y los agentes de la Gestapo antes de "condenarlo" a muerte y matarlo con una palanca. Ese mismo día, más de cien aldeanos, incluida ella misma, fueron arrestados colectivamente por la Gestapo y se les dijo que serían asesinados por un pelotón de fusilamiento si el agente de las SS no era encontrado pronto con vida. Pero los otros 97 aldeanos fueron despedidos después de que se descubriera la participación de Kisliak y otros dos partisanos. Los tres fueron interrogados y torturados brutalmente durante dos semanas seguidas, ya que la Gestapo quería saber quién era el líder partisano y no creyó a Kisliak cuando dijo que ella era la líder; incluso bajo tortura, no les dijo a los alemanes dónde guardaba los documentos que llevaba el hombre de las SS al que mataron. Finalmente, el trío fue ahorcado en público el 18 de junio de 1943 y sus cuerpos quedaron en exhibición por un día. En 1965, Kisliak fue declarada Héroe de la Unión Soviética.

### Listas relacionadas
- Lista de Heroínas de la Unión Soviética